# Чемпіонат України з футболу 2003—2004: вища ліга (склади команд)
У складах клубів подано гравців, які провели щонайменше 1 гру в вищій лізі сезону 2003/04. Прізвища, імена та по батькові футболістів подані згідно з офіційним сайтом ФФУ.

## «Арсенал» (Київ)
Головні тренери: В'ячеслав Грозний (25 матчів), Сергій Краковський (5 матчів)
| №            | Футболіст                      | Дата народження   | Країна       | Ігри     | Голи     |
| Воротарі     | Воротарі                       | Воротарі          | Воротарі     | Воротарі | Воротарі |
| ------------ | ------------------------------ | ----------------- | ------------ | -------- | -------- |
|              | Бажан Ігор Миколайович         | 2 грудня 1981     | Україна      | 16       | 23п      |
|              | Кернозенко Вячеслав Сергійович | 4 червня 1976     | Україна      | 5        | 11п      |
|              | Шуховцев Ігор Вікторович       | 13 липня 1971     | Україна      | 9        | 10п      |
| Захисники    |                                |                   |              |          |          |
|              | Анікеєв Володимир Юрійович     | 16 січня 1976     | Україна      | 2        | 0        |
|              | Боднар Ласло                   | 25 лютого 1979    | Угорщина     | 7        | 0        |
|              | Буньєвчевич Мирко              | 5 лютого 1978     | Сербія       | 15       | 1        |
|              | Клименко Олександр Віталійович | 11 лютого 1982    | Україна      | 5        | 0        |
|              | Омельянчук Сергій Петрович     | 8 серпня 1980     | Білорусь     | 28       | 6        |
|              | Орєхов Олександр Олександрович | 29 листопада 1983 | Росія        | 4        | 0        |
|              | Островський Андрій Миколайович | 13 вересня 1973   | Білорусь     | 13       | 2        |
|              | Першин Олександр Валентинович  | 23 червня 1977    | Україна      | 28       | 0        |
|              | Розгон Віталій Вікторович      | 23 березня 1980   | Україна      | 12       | 0        |
|              | Чернов Андрій Анатолійович     | 19 жовтня 1979    | Україна      | 12       | 1        |
|              | Шекіладзе Гела                 | 14 вересня 1970   | Грузія       | 13       | 0        |
| Півзахисники |                                |                   |              |          |          |
|              | Брайковіч Горан                | 17 липня 1978     | Хорватія     | 6        | 0        |
|              | Наконечний Микола Леонідович   | 10 вересня 1981   | Україна      | 19       | 1        |
|              | Ібанда Патрік Гійом            | 5 вересня 1978    | Камерун      | 2        | 0        |
|              | Іванов Олексій Володимирович   | 9 січня 1978      | Україна      | 26       | 2        |
|              | Карамян Арман                  | 14 листопада 1979 | Вірменія     | 10       | 1        |
|              | Кардаш Василь Ярославович      | 14 січня 1973     | Україна      | 15       | 1        |
|              | Коновалов Сергій Борисович     | 1 березня 1972    | Україна      | 3        | 0        |
|              | Кутарба Герман Васильович      | 10 вересня 1978   | Росія        | 21       | 5        |
|              | Нагорняк Сергій Миколайович    | 5 вересня 1971    | Україна      | 14       | 1        |
|              | Овеков Гуванчмухамед           | 2 лютого 1981     | Туркменістан | 3        | 0        |
|              | Окодува Еммануель Осеї         | 21 листопада 1983 | Нігерія      | 21       | 2        |
|              | Піріч Івіца                    | 24 січня 1977     | Хорватія     | 19       | 0        |
|              | Рябих Андрій Митрофанович      | 16 травня 1982    | Росія        | 5        | 1        |
|              | Скоба Ігор Олегович            | 21 травня 1982    | Україна      | 2        | 0        |
| Нападники    |                                |                   |              |          |          |
|              | Апхазава Шалва                 | 14 серпня 1980    | Грузія       | 12       | 3        |
|              | Арістархов Максим Юрійович     | 9 березня 1980    | Росія        | 12       | 4        |
|              | Бабич Костянтин Миколайович    | 6 травня 1975     | Україна      | 12       | 4        |
|              | Карамян Артавазд               | 14 листопада 1979 | Вірменія     | 11       | 1        |
|              | Ковальчик Мацей                | 6 березня 1977    | Польща       | 12       | 0        |
|              | Монарьов Роман Геннадійович    | 17 січня 1980     | Україна      | 13       | 1        |
|              | Рібіч Владімір                 | 28 березня 1981   | Сербія       | 3        | 0        |
|              | Сонін Олександр Миколайович    | 6 серпня 1983     | Україна      | 1        | 0        |

## «Борисфен» (Бориспіль)
Головні тренери: Олександр Рябоконь
| №            | Футболіст                        | Дата народження | Країна   | Ігри     | Голи     |
| Воротарі     | Воротарі                         | Воротарі        | Воротарі | Воротарі | Воротарі |
| ------------ | -------------------------------- | --------------- | -------- | -------- | -------- |
|              | Бабак Олександр Михайлович       | 3 лютого 1979   | Україна  | 2        | 3п       |
|              | Вірт Юрій Миколайович            | 4 травня 1974   | Україна  | 13       | 10п      |
|              | Оникієнко Андрій Анатолійович    | 6 серпня 1980   | Україна  | 15       | 16п      |
| Захисники    |                                  |                 |          |          |          |
|              | Волосянко Микола Миколайович     | 13 березня 1972 | Україна  | 8        | 0        |
|              | Карамушка Олег Олександрович     | 30 квітня 1984  | Україна  | 15       | 1        |
|              | Качур Василь Михайлович          | 4 серпня 1974   | Україна  | 4        | 0        |
|              | Клименко Олександр Віталійович   | 11 лютого 1982  | Україна  | 14       | 2        |
|              | Котелюх Олег Дмитрович           | 19 червня 1979  | Україна  | 25       | 0        |
|              | Сизон Олег Федорович             | 1 лютого 1977   | Україна  | 10       | 0        |
|              | Стоян Денис Анатолійович         | 24 серпня 1981  | Україна  | 14       | 0        |
|              | Стоян Максим Анатолійович        | 19 серпня 1980  | Україна  | 15       | 0        |
| Півзахисники |                                  |                 |          |          |          |
|              | Анненков Андрій Михайлович       | 21 січня 1969   | Україна  | 21       | 2        |
|              | Бідненко Руслан Михайлович       | 20 липня 1981   | Україна  | 14       | 3        |
|              | Гогіль Ігор Михайлович           | 14 лютого 1976  | Україна  | 6        | 0        |
|              | Гончар Олександр Борисович       | 25 лютого 1980  | Україна  | 24       | 0        |
|              | Деркач Андрій Володимирович      | 28 травня 1985  | Україна  | 2        | 0        |
|              | Дмитрук Олександр Миколайович    | 16 липня 1980   | Україна  | 17       | 2        |
|              | Запорожан Андрій Юрійович        | 21 березня 1983 | Україна  | 3        | 0        |
|              | Ковалюк Володимир Васильович     | 3 березня 1972  | Україна  | 23       | 0        |
|              | Ковальчук Тарас Степанович       | 21 лютого 1973  | Україна  | 22       | 2        |
|              | Козир Сергій Васильович          | 4 квітня 1979   | Україна  | 15       | 2        |
|              | Коновалов Сергій Борисович       | 1 березня 1972  | Україна  | 8        | 0        |
|              | Костюк Ігор Володимирович        | 14 вересня 1975 | Україна  | 13       | 1        |
|              | Максимов Юрій Вільйович          | 8 грудня 1968   | Україна  | 8        | 4        |
|              | Смалько Андрій Олексійович       | 22 січня 1981   | Україна  | 12       | 0        |
|              | Сухомлинов Владислав Валерійович | 2 січня 1978    | Україна  | 2        | 1        |
|              | Трусевич Максим Павлович         | 1 серпня 1985   | Україна  | 4        | 0        |
|              | Хомин Андрій Михайлович          | 2 січня 1982    | Україна  | 19       | 1        |
|              | Швець Ігор Богданович            | 14 березня 1985 | Україна  | 1        | 0        |
| Нападники    |                                  |                 |          |          |          |
|              | Головко Андрій Валентинович      | 5 серпня 1977   | Україна  | 8        | 0        |
|              | Драбенюк Роман Миколайович       | 14 серпня 1983  | Україна  | 3        | 0        |
|              | Несін Віталій Леонідович         | 23 лютого 1984  | Україна  | 11       | 0        |
|              | Мельник Вадим Васильович         | 16 травня 1980  | Україна  | 28       | 4        |
|              | Пінчук Дмитро Миколайович        | 6 січня 1982    | Україна  | 2        | 0        |
|              | Слабишев Юрій Олександрович      | 6 жовтня 1979   | Україна  | 12       | 0        |

## «Волинь» (Луцьк)
Головний тренер: Віталій Кварцяний
| №            | Футболіст                          | Дата народження   | Країна      | Ігри     | Голи     |
| Воротарі     | Воротарі                           | Воротарі          | Воротарі    | Воротарі | Воротарі |
| ------------ | ---------------------------------- | ----------------- | ----------- | -------- | -------- |
|              | Гуменюк Олександр Анатолійович     | 6 жовтня 1976     | Україна     | 11       | 22п      |
|              | Ян Золна                           | 27 травня 1978    | Словаччина  | 10       | 11п      |
|              | Нестеренко Роман Григорович        | 22 березня 1977   | Україна     | 11       | 11п      |
| Захисники    |                                    |                   |             |          |          |
|              | Ахмедов Тарлан Муса оглу           | 17 листопада 1971 | Азербайджан | 22       | 0        |
|              | Балицький Віталій Вікторович       | 22 серпня 1978    | Україна     | 6        | 0        |
|              | Волосянко Микола Миколайович       | 13 березня 1972   | Україна     | 4        | 0        |
|              | Гальчук Любомир Богданович         | 18 вересня 1981   | Україна     | 3        | 0        |
|              | Ганчаржик Северин Даніель          | 22 листопада 1981 | Польща      | 8        | 0        |
|              | Гулієв Камаль Агасеїд огли         | 14 листопада 1976 | Азербайджан | 17       | 1        |
|              | Джудовіч Міодраг                   | 6 вересня 1979    | Сербія      | 13       | 0        |
|              | Комзюк Ярослав Васильович          | 21 грудня 1970    | Україна     | 5        | 0        |
|              | Коц Роман Миколайович              | 12 вересня 1984   | Україна     | 3        | 0        |
|              | Поляков Борис Маркович             | 8 грудня 1976     | Україна     | 4        | 0        |
|              | Розгон Віталій Вікторович          | 23 березня 1980   | Україна     | 12       | 0        |
|              | Ряхн Тааві                         | 16 травня 1981    | Естонія     | 13       | 1        |
|              | Савінов Олексій                    | 19 квітня 1979    | Молдова     | 4        | 0        |
|              | Федюков Олег Іванович              | 13 грудня 1963    | Україна     | 8        | 0        |
| Півзахисники |                                    |                   |             |          |          |
|              | Алієв Самір Якуб огли              | 14 квітня 1979    | Азербайджан | 12       | 1        |
|              | Юліан Архіре                       | 17 березня 1976   | Румунія     | 1        | 0        |
|              | Бондаренко Володимир Петрович      | 6 липня 1981      | Україна     | 1        | 0        |
|              | Гащин Володимир Володимирович      | 2 січня 1972      | Україна     | 18       | 2        |
|              | Гончаренко Сергій Григорович       | 24 квітня 1974    | Україна     | 13       | 0        |
|              | Домбрайе Едді Лорд                 | 11 листопада 1979 | Нігерія     | 16       | 0        |
|              | Жерш Роман Валерійович             | 2 грудня 1985     | Україна     | 9        | 0        |
|              | Ісмаїлов Фарух Аладдін огли        | 30 серпня 1978    | Азербайджан | 11       | 1        |
|              | Ковалець Сергій Іванович           | 5 вересня 1968    | Україна     | 8        | 1        |
|              | Кривий Сергій Петрович             | 3 жовтня 1977     | Україна     | 3        | 0        |
|              | Ланько Вітал Аляксандравіч         | 4 квітня 1977     | Білорусь    | 23       | 1        |
|              | Урош Милосавлевич                  | 13 липня 1982     | Сербія      | 8        | 0        |
|              | Митрофанов Олександр Володимирович | 1 листопада 1977  | Україна     | 13       | 1        |
|              | Назаров Євгеній Миколайович        | 23 січня 1972     | Україна     | 7        | 0        |
|              | Панас Вадим Володимирович          | 23 травня 1985    | Україна     | 8        | 0        |
|              | Трапаідзе Гоча Важайович           | 9 травня 1976     | Грузія      | 4        | 0        |
|              | Трефіловський Дмитро Сергійович    | 5 січня 1984      | Україна     | 2        | 0        |
|              | Тришович Александар                | 25 листопада 1983 | Сербія      | 13       | 0        |
|              | Чеботарі Борис                     | 3 лютого 1975     | Молдова     | 12       | 1        |
| Нападники    |                                    |                   |             |          |          |
|              | Лужанков Олександр Олександрович   | 7 травня 1983     | Білорусь    | 6        | 0        |
|              | Саша Митич                         | 7 грудня 1978     | Сербія      | 14       | 5        |
|              | Петров Юрій Анатолійович           | 18 липня 1974     | Україна     | 9        | 1        |
|              | Сачко Василь Вікторович            | 3 травня 1975     | Україна     | 29       | 7        |
|              | Сіанкам Емако Ернест               | 21 лютого 1981    | Камерун     | 17       | 0        |
|              | Степанов Роман Анатолійович        | 21 січня 1986     | Україна     | 1        | 0        |

## «Ворскла-Нафтогаз» (Полтава)
Головні тренери: Андрій Баль (6 матчів), Олег Долматов (7 матчів), Олег Моргун (2 матчі), Володимир Лозинський (15 матчів)
| №            | Футболіст                         | Дата народження   | Країна       | Ігри     | Голи     |
| Воротарі     | Воротарі                          | Воротарі          | Воротарі     | Воротарі | Воротарі |
| ------------ | --------------------------------- | ----------------- | ------------ | -------- | -------- |
|              | Долганський Сергій Миколайович    | 15 вересня 1974   | Україна      | 15       | 21п      |
|              | Постранський Віталій Михайлович   | 2 серпня 1977     | Україна      | 15       | 28п      |
| Захисники    |                                   |                   |              |          |          |
|              | Андрошіч Вальтер                  | 11 листопада 1977 | Хорватія     | 13       | 0        |
|              | Дедіч Русмін                      | 11 вересня 1982   | Словенія     | 9        | 0        |
|              | Джіновіч Ігор                     | 27 березня 1980   | Сербія       | 17       | 0        |
|              | Керімов Расім Рафікович           | 13 січня 1979     | Туркменістан | 2        | 0        |
|              | Кондратюк Петро Петрович          | 21 квітня 1979    | Україна      | 3        | 0        |
|              | Медведєв Геннадій Миколайович     | 7 лютого 1975     | Україна      | 20       | 0        |
|              | Омоко Оровіанор Гаррісон          | 12 грудня 1981    | Нігерія      | 27       | 3        |
|              | Перейра да Сільва Фабіо           | 21 березня 1982   | Бразилія     | 9        | 0        |
|              | Полуницький Олександр Віталійович | 16 січня 1985     | Україна      | 2        | 0        |
|              | Попко Олександр Вікторович        | 18 січня 1983     | Україна      | 1        | 0        |
|              | Семчук Дмитро Анатолійович        | 23 січня 1974     | Україна      | 15       | 2        |
|              | Черняк Сергій Володимирович       | 25 жовтня 1978    | Україна      | 18       | 0        |
|              | Шевелюхін Олександр Анатолійович  | 27 серпня 1982    | Україна      | 11       | 0        |
| Півзахисники |                                   |                   |              |          |          |
|              | Байрамов Назар Караджаєвіч        | 4 вересня 1982    | Туркменістан | 9        | 0        |
|              | Берлізєв Максим Анатолійович      | 18 грудня 1981    | Україна      | 4        | 0        |
|              | Гришин Віталій Миколайович        | 9 вересня 1980    | Росія        | 15       | 0        |
|              | Маковей Ігор Юрійович             | 4 вересня 1976    | Україна      | 23       | 0        |
|              | Меркадо Назарен Пітер Тейлор      | 1 грудня 1981     | Еквадор      | 17       | 0        |
|              | Мотуз Сергій Сергійович           | 6 липня 1982      | Україна      | 10       | 0        |
|              | Овеков Гуванчмухамед              | 2 лютого 1981     | Туркменістан | 9        | 1        |
|              | Онопко Сергій Савелійович         | 26 жовтня 1973    | Україна      | 19       | 0        |
|              | Павловіч Зоран                    | 27 червня 1976    | Словенія     | 3        | 1        |
|              | Петковіч Ігор                     | 3 вересня 1983    | Сербія       | 22       | 1        |
|              | Радевич Сергій Анатолійович       | 4 січня 1984      | Україна      | 8        | 0        |
|              | Савельєв Олексій Віталійович      | 10 квітня 1977    | Росія        | 15       | 1        |
|              | Шубін Артем Юрійович              | 6 вересня 1983    | Україна      | 1        | 0        |
| Нападники    |                                   |                   |              |          |          |
|              | Ідахор Ісі Лаки                   | 30 серпня 1980    | Нігерія      | 14       | 5        |
|              | Капаністий Роман Васильович       | 15 грудня 1983    | Україна      | 6        | 0        |
|              | Ковалевський Антон Анатолійович   | 2 серпня 1984     | Україна      | 2        | 0        |
|              | Мозес Есінгіла Молонго            | 14 червня 1979    | Камерун      | 3        | 0        |
|              | Попов Володимир Васильович        | 24 жовтня 1981    | Україна      | 1        | 0        |
|              | Фронтіні Карлос Естебан           | 19 серпня 1981    | Бразилія     | 19       | 3        |
|              | Целих Юрій Миколайович            | 18 квітня 1979    | Україна      | 13       | 4        |
|              | Шевцов Сергій Анатолійович        | 31 грудня 1975    | Україна      | 29       | 5        |

## «Динамо» (Київ)
Головний тренер: Олексій Михайличенко
| №            | Футболіст                           | Дата народження   | Країна     | Ігри     | Голи     |
| Воротарі     | Воротарі                            | Воротарі          | Воротарі   | Воротарі | Воротарі |
| ------------ | ----------------------------------- | ----------------- | ---------- | -------- | -------- |
|              | Рева Віталій Григорович             | 19 листопада 1974 | Україна    | 11       | 5п       |
|              | Шовковський Олександр Володимирович | 2 січня 1975      | Україна    | 19       | 15п      |
| Захисники    |                                     |                   |            |          |          |
|              | Алессандро Морі                     | 10 січня 1979     | Бразилія   | 4        | 1        |
|              | Гавранчіч Горан                     | 2 серпня 1978     | Сербія     | 28       | 6        |
|              | Головко Олександр Борисович         | 6 січня 1972      | Україна    | 2        | 0        |
|              | Дмитрулін Юрій Михайлович           | 10 лютого 1975    | Україна    | 14       | 0        |
|              | Несмачний Андрій Миколайович        | 28 лютого 1979    | Україна    | 15       | 1        |
|              | Ель Каддурі Бадр                    | 31 січня 1981     | Марокко    | 19       | 1        |
|              | Сабліч Горан                        | 4 серпня 1979     | Хорватія   | 9        | 1        |
|              | Федоров Сергій Владиславович        | 18 лютого 1975    | Україна    | 18       | 1        |
|              | Яценко Олександр Іванович           | 24 лютого 1985    | Україна    | 8        | 0        |
| Півзахисники |                                     |                   |            |          |          |
|              | Алієв Олександр Олександрович       | 3 лютого 1985     | Україна    | 2        | 0        |
|              | Бялькевіч Валянцін Мікалаєвіч       | 27 січня 1973     | Білорусь   | 26       | 9        |
|              | Бідненко Руслан Михайлович          | 20 липня 1981     | Україна    | 9        | 0        |
|              | Гіоане Тіберіу                      | 18 червня 1981    | Румунія    | 27       | 4        |
|              | Гусєв Олег Анатолійович             | 25 квітня 1983    | Україна    | 27       | 7        |
|              | Гусін Андрій Леонідович             | 11 грудня 1972    | Україна    | 12       | 2        |
|              | Пачеко да Фонтура Діого Аугусто     | 18 квітня 1980    | Бразилія   | 29       | 5        |
|              | Леко Єрко                           | 9 квітня 1980     | Хорватія   | 22       | 3        |
|              | Огнєновіч Періца                    | 24 лютого 1977    | Сербія     | 2        | 0        |
|              | Онищенко Денис Анатолійович         | 15 вересня 1978   | Україна    | 9        | 2        |
|              | Пеєв Георгі Іванов                  | 11 березня 1979   | Болгарія   | 10       | 0        |
|              | Хацкевіч Аляксандр Мікалаєвіч       | 19 жовтня 1973    | Білорусь   | 11       | 1        |
|              | Чернат Флорін Лучіан                | 10 травня 1980    | Румунія    | 17       | 4        |
|              | Чеснауськийс Едгарас                | 5 лютого 1984     | Литва      | 1        | 0        |
|              | Юссуф Атанда Аїла                   | 4 листопада 1984  | Нігерія    | 1        | 0        |
| Нападники    |                                     |                   |            |          |          |
|              | Верпаковськийс Маріс                | 15 жовтня 1979    | Латвія     | 11       | 5        |
|              | Де Соуза Фрейтас Клебер Джакомасе   | 12 серпня 1983    | Бразилія   | 5        | 1        |
|              | Карнілєнка Сяргєй Аляксандравіч     | 14 червня 1983    | Білорусь   | 9        | 2        |
|              | Мелащенко Олександр Петрович        | 13 грудня 1978    | Україна    | 9        | 0        |
|              | Мілевський Артем Володимирович      | 12 січня 1985     | Україна    | 8        | 1        |
|              | Шацьких Максим Олександрович        | 30 серпня 1978    | Узбекистан | 21       | 10       |

## «Дніпро» (Дніпропетровськ)
Головний тренер: Євген Кучеревський
| №            | Футболіст                           | Дата народження   | Країна   | Ігри     | Голи     |
| Воротарі     | Воротарі                            | Воротарі          | Воротарі | Воротарі | Воротарі |
| ------------ | ----------------------------------- | ----------------- | -------- | -------- | -------- |
|              | Кернозенко Вячеслав Сергійович      | 4 червня 1976     | Україна  | 12       | 10п      |
|              | Куслій Артем Володимирович          | 7 липня 1981      | Україна  | 7        | 4п       |
|              | Медін Микола Олександрович          | 4 травня 1972     | Україна  | 12       | 9п       |
| Захисники    |                                     |                   |          |          |          |
|              | Грицай Олександр Анатолійович       | 30 вересня 1977   | Україна  | 21       | 1        |
|              | Єзерський Володимир Іванович        | 15 листопада 1976 | Україна  | 23       | 0        |
|              | Комарницький Віталій Станіславович  | 2 серпня 1981     | Україна  | 5        | 0        |
|              | Матюхін Сергій Володимирович        | 21 березня 1980   | Україна  | 17       | 0        |
|              | Поклонський Олександр Володимирович | 22 січня 1975     | Україна  | 17       | 0        |
|              | Радченко Олександр Борисович        | 19 липня 1976     | Україна  | 20       | 0        |
|              | Русол Андрій Анатолійович           | 16 січня 1983     | Україна  | 24       | 1        |
| Півзахисники |                                     |                   |          |          |          |
|              | Валяєв Сергій Валентинович          | 16 вересня 1978   | Україна  | 3        | 0        |
|              | Назаренко Сергій Юрійович           | 16 лютого 1980    | Україна  | 24       | 3        |
|              | Костишин Руслан Володимирович       | 8 січня 1977      | Україна  | 29       | 7        |
|              | Кравченко Костянтин Сергійович      | 24 вересня 1986   | Україна  | 3        | 0        |
|              | Лисицький Віталій Сергійович        | 16 квітня 1982    | Україна  | 10       | 1        |
|              | Максимюк Роман Васильович           | 14 червня 1974    | Україна  | 21       | 2        |
|              | Михайленко Дмитро Станіславович     | 13 липня 1973     | Україна  | 18       | 0        |
|              | Мороз Геннадій Григорович           | 27 березня 1975   | Україна  | 7        | 1        |
|              | Мотуз Сергій Сергійович             | 6 липня 1982      | Україна  | 5        | 0        |
|              | Рикун Олександр Валерійович         | 6 травня 1978     | Україна  | 28       | 7        |
|              | Ротань Руслан Петрович              | 29 жовтня 1981    | Україна  | 25       | 4        |
|              | Семочко Дмитро Дмитрович            | 25 січня 1979     | Україна  | 7        | 0        |
|              | Спєвак Андрій Олександрович         | 4 січня 1976      | Україна  | 9        | 0        |
|              | Шелаєв Олег Миколайович             | 5 листопада 1976  | Україна  | 26       | 4        |
| Нападники    |                                     |                   |          |          |          |
|              | Венглінський Олег Миколайович       | 21 березня 1978   | Україна  | 19       | 9        |
|              | Мелащенко Олександр Петрович        | 13 грудня 1978    | Україна  | 12       | 2        |
|              | Поповічі Александру                 | 9 квітня 1977     | Молдова  | 4        | 0        |

## «Зірка» (Кіровоград)
Головний тренер: Юрій Коваль
| №            | Футболіст                           | Дата народження   | Країна   | Ігри     | Голи     |
| Воротарі     | Воротарі                            | Воротарі          | Воротарі | Воротарі | Воротарі |
| ------------ | ----------------------------------- | ----------------- | -------- | -------- | -------- |
|              | Михайлов Андрій Михайлович          | 7 травня 1982     | Україна  | 7        | 13п      |
|              | Стойко Дмитро Вікторович            | 3 лютого 1975     | Україна  | 23       | 30п      |
| Захисники    |                                     |                   |          |          |          |
|              | Артемов Віталій Павлович            | 16 лютого 1979    | Україна  | 3        | 0        |
|              | Балицький Віталій Вікторович        | 22 серпня 1978    | Україна  | 7        | 0        |
|              | Вишняк Ярослав Васильович           | 22 липня 1982     | Україна  | 25       | 0        |
|              | Кріль Ігор Іванович                 | 11 жовтня 1974    | Україна  | 10       | 0        |
|              | Лавриненко Сергій Дмитрович         | 17 лютого 1975    | Україна  | 9        | 0        |
|              | Мартиненко Андрій Анатолійович      | 18 липня 1978     | Україна  | 11       | 0        |
|              | Мігашко Максим Михайлович           | 6 липня 1982      | Україна  | 15       | 0        |
|              | Павлик Ігор Васильович              | 19 листопада 1971 | Україна  | 14       | 2        |
|              | Щастливий Сергій Миколайович        | 5 лютого 1977     | Україна  | 28       | 0        |
| Півзахисники |                                     |                   |          |          |          |
|              | Горбань Андрій Павлович             | 21 березня 1978   | Україна  | 18       | 0        |
|              | Добрянський Андрій Миколайович      | 5 вересня 1972    | Україна  | 21       | 0        |
|              | Євменьєв Роман Владіміровіч         | 30 січня 1979     | Росія    | 18       | 1        |
|              | Комар Ярослав Володимирович         | 11 листопада 1981 | Україна  | 1        | 0        |
|              | Погорелов Іван Анатолійович         | 12 березня 1982   | Україна  | 15       | 2        |
|              | Смішко Богдан Володимирович         | 20 серпня 1978    | Україна  | 12       | 1        |
|              | Соколовський Денис Михайлович       | 26 березня 1979   | Україна  | 5        | 0        |
|              | Столовицький Ігор Михайлович        | 29 серпня 1969    | Україна  | 21       | 1        |
|              | Фірсов Вадим Миколайович            | 22 червня 1978    | Росія    | 12       | 1        |
|              | Хомутов Денис Олександрович         | 7 серпня 1979     | Україна  | 8        | 0        |
|              | Шуга Іван Семенович                 | 7 лютого 1977     | Україна  | 26       | 0        |
|              | Яковенко Юрій Вікторович            | 19 грудня 1971    | Україна  | 10       | 1        |
|              | Ярюхін Олексій Олексійович          | 16 лютого 1986    | Україна  | 10       | 0        |
| Нападники    |                                     |                   |          |          |          |
|              | Дерипапа Олексій Володимирович      | 27 березня 1973   | Україна  | 13       | 0        |
|              | Кирилов Вадим Васильович            | 2 червня 1981     | Україна  | 11       | 2        |
|              | Ковган Олександр Олександрович      | 14 вересня 1982   | Україна  | 10       | 0        |
|              | Мизенко Олександр Вікторович        | 18 січня 1972     | Україна  | 13       | 0        |
|              | Новіков Євгені                      | 28 червня 1980    | Естонія  | 7        | 0        |
|              | Петруня Максим Михайлович           | 6 квітня 1980     | Україна  | 16       | 0        |
|              | Постолатьєв Володимир Володимирович | 25 серпня 1979    | Україна  | 20       | 5        |

## «Іллічівець» (Маріуполь)
Головний тренер: Микола Павлов
| №            | Футболіст                         | Дата народження   | Країна   | Ігри     | Голи     |
| Воротарі     | Воротарі                          | Воротарі          | Воротарі | Воротарі | Воротарі |
| ------------ | --------------------------------- | ----------------- | -------- | -------- | -------- |
|              | Нікітін Андрій Дмитрович          | 8 січня 1972      | Україна  | 11       | 6п       |
|              | Суслов Кирило Анатолійович        | 23 листопада 1979 | Україна  | 2        | 5п       |
|              | Тарахтій Андрій Володимирович     | 11 липня 1969     | Україна  | 5        | 8п       |
|              | Шуховцев Ігор Вікторович          | 13 липня 1971     | Україна  | 12       | 17п      |
| Захисники    |                                   |                   |          |          |          |
|              | Анікеєв Володимир Юрійович        | 16 січня 1976     | Україна  | 14       | 3        |
|              | Бойко Андрій Борисович            | 27 квітня 1981    | Україна  | 26       | 0        |
|              | Бояринцев Леонід Андрійович       | 18 вересня 1982   | Україна  | 2        | 0        |
|              | Гібалюк Микола Миколайович        | 21 травня 1984    | Україна  | 14       | 0        |
|              | Дірявка Сергій Георгійович        | 18 квітня 1971    | Україна  | 16       | 0        |
|              | Мальцев Олександр Володимирович   | 30 жовтня 1975    | Україна  | 27       | 1        |
|              | Міклашевич Руслан Сергійович      | 21 жовтня 1979    | Україна  | 7        | 0        |
|              | Назаров Дмитро Аркадійович        | 3 серпня 1977     | Україна  | 2        | 0        |
|              | Русановський Роман Євгенович      | 8 жовтня 1972     | Україна  | 2        | 0        |
|              | Шкред Олег Васильович             | 1 жовтня 1982     | Україна  | 1        | 0        |
| Півзахисники |                                   |                   |          |          |          |
|              | Бредун Євген Дмитрович            | 10 вересня 1982   | Україна  | 2        | 0        |
|              | Городов Олексій Анатолійович      | 28 серпня 1978    | Україна  | 18       | 1        |
|              | Грибанов Сергій Олегович          | 17 листопада 1981 | Україна  | 9        | 0        |
|              | Гунчак Руслан Іванович            | 9 серпня 1979     | Україна  | 21       | 1        |
|              | Єсін Дмитро Олександрович         | 15 квітня 1980    | Україна  | 25       | 1        |
|              | Закарлюка Сергій Володимирович    | 17 серпня 1976    | Україна  | 10       | 2        |
|              | Іванов Іван Олександрович         | 19 серпня 1984    | Україна  | 1        | 0        |
|              | Калачов Цімафей                   | 1 травня 1981     | Білорусь | 3        | 0        |
|              | Кілікевич Володимир Володимирович | 30 листопада 1983 | Україна  | 14       | 0        |
|              | Кірієнко Ігор Сергійович          | 5 березня 1986    | Україна  | 1        | 0        |
|              | Конюшенко Андрій Вікторович       | 2 квітня 1977     | Україна  | 26       | 6        |
|              | Краснопьоров Олег Володимирович   | 25 липня 1980     | Україна  | 7        | 0        |
|              | Платонов Валентин Вікторович      | 15 січня 1977     | Україна  | 8        | 3        |
|              | Поліщук Володимир Васильович      | 29 жовтня 1974    | Україна  | 5        | 0        |
|              | Савін Артем Сергійович            | 20 січня 1981     | Україна  | 1        | 0        |
|              | Сахаров Костянтин Анатолійович    | 9 вересня 1971    | Україна  | 24       | 3        |
|              | Скидан Ярослав Олександрович      | 23 жовтня 1981    | Україна  | 2        | 0        |
|              | Цихмейструк Едуард Миколайович    | 24 червня 1973    | Україна  | 11       | 1        |
|              | Шищенко Сергій Юрійович           | 13 січня 1976     | Україна  | 11       | 4        |
| Нападники    |                                   |                   |          |          |          |
|              | Антоненко Олександр Сергійович    | 29 грудня 1978    | Україна  | 4        | 0        |
|              | Бабич Костянтин Миколайович       | 6 травня 1975     | Україна  | 15       | 3        |
|              | Головко Андрій Валентинович       | 5 серпня 1977     | Україна  | 9        | 0        |
|              | Кривошеєнко Іван Васильович       | 11 травня 1984    | Україна  | 30       | 4        |
|              | Онисько Павло Степанович          | 12 липня 1979     | Україна  | 1        | 0        |

## «Карпати» (Львів)
Головні тренери: Іван Голац (6 матчів), Мирон Маркевич (21 матч), Юрій Дячук-Ставицький (3 матчі)
| №            | Футболіст                    | Дата народження   | Країна   | Ігри     | Голи     |
| Воротарі     | Воротарі                     | Воротарі          | Воротарі | Воротарі | Воротарі |
| ------------ | ---------------------------- | ----------------- | -------- | -------- | -------- |
|              | Налепа Мацей Павел           | 31 березня 1978   | Польща   | 22       | 28п      |
|              | Тлумак Андрій Богданович     | 7 березня 1979    | Україна  | 9        | 11п      |
| Захисники    |                              |                   |          |          |          |
|              | Беньо Юрій Володимирович     | 25 квітня 1974    | Україна  | 29       | 1        |
|              | Бровченко Віктор Валерійович | 11 жовтня 1979    | Україна  | 9        | 1        |
|              | Донець Андрій Анатолійович   | 3 січня 1981      | Україна  | 5        | 0        |
|              | Іщенко Микола Анатолійович   | 9 березня 1983    | Україна  | 14       | 0        |
|              | Мікуліч Єрко                 | 26 серпня 1976    | Хорватія | 17       | 0        |
|              | Распопов Андрій Миколайович  | 25 червня 1978    | Україна  | 14       | 0        |
|              | Тимчишин Олег Миронович      | 8 липня 1977      | Україна  | 29       | 0        |
|              | Хроль Геннадій Юрійович      | 8 серпня 1979     | Україна  | 13       | 0        |
| Півзахисники |                              |                   |          |          |          |
|              | Веприк Олег Олексійович      | 2 квітня 1983     | Україна  | 3        | 0        |
|              | Годвін Самсон                | 11 листопада 1983 | Нігерія  | 20       | 0        |
|              | Гончаренко Сергій Григорович | 24 квітня 1974    | Україна  | 3        | 0        |
|              | Даниловський Сергій Юрійович | 20 серпня 1981    | Україна  | 20       | 2        |
|              | Йовічевіч Ігор               | 30 листопада 1973 | Хорватія | 15       | 0        |
|              | Кіріце Августін Едвар        | 10 жовтня 1975    | Румунія  | 21       | 0        |
|              | Ковальчук Сергій Сергійович  | 20 січня 1982     | Молдова  | 30       | 1        |
|              | Кудінов Юрій Олексійович     | 10 травня 1975    | Україна  | 9        | 1        |
|              | Мізін Сергій Григорович      | 25 вересня 1972   | Україна  | 18       | 8        |
|              | Назаров Євгеній Миколайович  | 23 січня 1972     | Україна  | 2        | 0        |
|              | Платон Руслан Сергійович     | 12 січня 1982     | Україна  | 14       | 0        |
|              | Сахно Віталій Вікторович     | 26 березня 1977   | Україна  | 8        | 0        |
|              | Сучков Аляксєй Вячаслававіч  | 10 червня 1981    | Білорусь | 11       | 0        |
|              | Хома Ярослав Богданович      | 17 лютого 1974    | Україна  | 12       | 0        |
| Нападники    |                              |                   |          |          |          |
|              | Аньямке Едвард               | 10 жовтня 1978    | Нігерія  | 11       | 0        |
|              | Голбан Александру Георге     | 28 лютого 1979    | Молдова  | 3        | 0        |
|              | Кабанов Тарас Володимирович  | 23 січня 1981     | Україна  | 26       | 6        |
|              | Римшин Євген Леонідович      | 16 червня 1976    | Україна  | 1        | 0        |
|              | Скаченко Сергій Вікторович   | 18 листопада 1972 | Україна  | 2        | 0        |
|              | Тігань Сенад                 | 28 серпня 1975    | Словенія | 2        | 0        |
|              | Фещук Максим Ігорович        | 25 листопада 1985 | Україна  | 8        | 2        |
|              | Чабан Сергій Миколайович     | 27 березня 1984   | Україна  | 5        | 0        |
|              | Швед Василь Васильович       | 11 грудня 1971    | Україна  | 8        | 0        |

## «Кривбас» (Кривий Ріг)
Головні тренери: Володимир Мунтян (15 матчів), Валентин Ходукін (15 матчів)
| №            | Футболіст                          | Дата народження   | Країна               | Ігри     | Голи     |
| Воротарі     | Воротарі                           | Воротарі          | Воротарі             | Воротарі | Воротарі |
| ------------ | ---------------------------------- | ----------------- | -------------------- | -------- | -------- |
|              | Горяінов Олександр Сергійович      | 29 червня 1975    | Україна              | 24       | 31п      |
|              | Остапенко Олег Володимирович       | 27 жовтня 1977    | Україна              | 4        | 8п       |
|              | Старцев Максим Олександрович       | 20 січня 1980     | Україна              | 2        | 2п       |
| Захисники    |                                    |                   |                      |          |          |
|              | Андрієнко Денис Андрійович         | 12 квітня 1980    | Україна              | 28       | 0        |
|              | Грановський Олександр Анатолійович | 11 березня 1976   | Україна              | 10       | 0        |
|              | Дмитрієв Сергій Олександрович      | 3 листопада 1978  | Україна              | 15       | 0        |
|              | Задорожний Сергій Михайлович       | 20 лютого 1976    | Україна              | 14       | 0        |
|              | Кірильчик Павел Васільєвіч         | 4 січня 1981      | Білорусь             | 13       | 0        |
|              | Котов Євген Валентинович           | 10 серпня 1978    | Україна              | 18       | 0        |
|              | Купцов Олексій Сергійович          | 2 вересня 1977    | Україна              | 1        | 0        |
|              | Мікадзе Лавренті                   | 20 листопада 1978 | Грузія               | 14       | 1        |
|              | Мітін Сергій Анатолійович          | 27 липня 1977     | Україна              | 6        | 0        |
|              | Шевелюхін Олександр Анатолійович   | 27 серпня 1982    | Україна              | 7        | 1        |
|              | Яксманицький Володимир Іванович    | 4 лютого 1977     | Україна              | 12       | 0        |
| Півзахисники |                                    |                   |                      |          |          |
|              | Алегбе Тоні                        | 10 жовтня 1981    | Нігерія              | 13       | 2        |
|              | Валяєв Сергій Валентинович         | 16 вересня 1978   | Україна              | 6        | 0        |
|              | Гончаренко Євген Геннадійович      | 25 жовтня 1984    | Україна              | 3        | 0        |
|              | Данченко Юрій Володимирович        | 9 серпня 1979     | Україна              | 11       | 0        |
|              | Кашевський Мікалай Мікалаєвіч      | 5 жовтня 1980     | Білорусь             | 5        | 0        |
|              | Коваленко Олександр Олександрович  | 24 березня 1976   | Україна              | 16       | 0        |
|              | Ковальов Альберт Сергійович        | 4 березня 1971    | Україна              | 6        | 0        |
|              | Кудінов Юрій Олексійович           | 10 травня 1975    | Україна              | 10       | 1        |
|              | Маткевич Анатолій Анатолійович     | 17 червня 1977    | Україна              | 10       | 0        |
|              | Морозов Андрій Петрович            | 24 жовтня 1979    | Білорусь             | 15       | 2        |
|              | Нікіценка Сяргєй Віктаравіч        | 19 серпня 1978    | Білорусь             | 14       | 0        |
|              | Платонов Валентин Вікторович       | 15 січня 1977     | Україна              | 11       | 1        |
|              | Полунін Андрій Вікторович          | 5 березня 1971    | Україна              | 1        | 0        |
|              | Пономаренко Володимир Миколайович  | 29 жовтня 1972    | Україна              | 14       | 1        |
|              | Селезньов Юрій Олександрович       | 18 грудня 1975    | Україна              | 22       | 1        |
|              | Спєвак Андрій Олександрович        | 4 січня 1976      | Україна              | 15       | 0        |
|              | Телятников Олексій Леонідович      | 21 жовтня 1980    | Україна              | 8        | 1        |
| Нападники    |                                    |                   |                      |          |          |
|              | Бореновіч Ілія                     | 31 грудня 1982    | Сербія та Чорногорія | 3        | 0        |
|              | Дранов Сергій Геннадійович         | 1 вересня 1977    | Україна              | 14       | 6        |
|              | Нвогу Чуквуді                      | 12 грудня 1981    | Нігерія              | 4        | 0        |
|              | Ірісметов Жафар Турсунбаєвич       | 23 серпня 1976    | Узбекистан           | 11       | 1        |
|              | Мазяр Володимир Іванович           | 28 вересня 1977   | Україна              | 1        | 0        |
|              | Римшин Євген Леонідович            | 16 червня 1976    | Україна              | 10       | 1        |
|              | Салаховіч Сеад                     | 24 жовтня 1977    | Сербія               | 13       | 5        |
|              | Цетнарович Пйотр Томаш             | 19 травня 1973    | Польща               | 6        | 0        |
|              | Щепановіч Вучіна                   | 17 листопада 1982 | Сербія та Чорногорія | 9        | 0        |

## «Металург» (Донецьк)
Головні тренери: Олександр Севідов (4 матчі), Віллем Фреш (11 матчів), Тон Каанен (15 матчів)
| №            | Футболіст                         | Дата народження  | Країна             | Ігри     | Голи     |
| Воротарі     | Воротарі                          | Воротарі         | Воротарі           | Воротарі | Воротарі |
| ------------ | --------------------------------- | ---------------- | ------------------ | -------- | -------- |
|              | Вірт Юрій Миколайович             | 4 травня 1974    | Україна            | 3        | 7п       |
|              | Долганський Сергій Миколайович    | 15 вересня 1974  | Україна            | 15       | 16п      |
|              | Нікітін Андрій Дмитрович          | 8 січня 1972     | Україна            | 13       | 11п      |
| Захисники    |                                   |                  |                    |          |          |
|              | Бечірі Елвін                      | 27 вересня 1980  | Албанія            | 23       | 0        |
|              | Гюзелов Ігор                      | 2 квітня 1976    | Північна Македонія | 15       | 1        |
|              | Незірі Боян                       | 26 лютого 1982   | Сербія             | 14       | 0        |
|              | Кучер Олександр Миколайович       | 22 жовтня 1982   | Україна            | 7        | 0        |
|              | Де Соуза Жозе Леандро             | 14 травня 1985   | Бразилія           | 2        | 0        |
|              | Не Арсен                          | 4 січня 1981     | Кот-д'Івуар        | 11       | 0        |
|              | Чечер Вячеслав Леонідович         | 15 грудня 1980   | Україна            | 26       | 2        |
|              | Яксманицький Володимир Іванович   | 4 лютого 1977    | Україна            | 13       | 0        |
| Півзахисники |                                   |                  |                    |          |          |
|              | Алегбе Тоні                       | 10 жовтня 1981   | Нігерія            | 3        | 0        |
|              | Буряк Ігор Васильович             | 12 січня 1983    | Україна            | 1        | 0        |
|              | Гомес Гарсія Рубен Марсело        | 26 січня 1984    | Аргентина          | 6        | 0        |
|              | Джамараулі Гоча                   | 23 червня 1971   | Грузія             | 29       | 1        |
|              | Зотов Олександр Сергійович        | 23 лютого 1975   | Україна            | 25       | 1        |
|              | Марковіч Слободан                 | 9 листопада 1978 | Сербія             | 13       | 0        |
|              | Мелікян Єгіше Мєлікович           | 13 серпня 1979   | Вірменія           | 22       | 1        |
|              | Олексієнко Олександр Миколайович  | 13 травня 1979   | Україна            | 17       | 7        |
|              | Пономаренко Володимир Миколайович | 29 жовтня 1972   | Україна            | 7        | 0        |
|              | Рістіч Братіслав                  | 21 січня 1980    | Сербія             | 16       | 0        |
|              | Савін Артем Сергійович            | 20 січня 1981    | Україна            | 1        | 0        |
|              | Ткаченко Сергій Вікторович        | 10 лютого 1979   | Україна            | 28       | 3        |
|              | Туре Яя Гнегнері                  | 13 травня 1983   | Кот-д'Івуар        | 11       | 1        |
|              | Цихмейструк Едуард Миколайович    | 24 червня 1973   | Україна            | 15       | 1        |
|              | Шищенко Сергій Юрійович           | 13 січня 1976    | Україна            | 14       | 4        |
| Нападники    |                                   |                  |                    |          |          |
|              | Акобян Ара                        | 4 листопада 1980 | Вірменія           | 10       | 3        |
|              | Деметрадзе Георге                 | 26 вересня 1976  | Грузія             | 28       | 18       |
|              | Дранов Сергій Геннадійович        | 1 вересня 1977   | Україна            | 8        | 1        |
|              | Младеновіч Ненад                  | 13 грудня 1976   | Сербія             | 21       | 6        |
|              | Століца Ілія                      | 7 липня 1979     | Сербія             | 1        | 0        |

## «Металург» (Запоріжжя)
Головні тренери: Михайло Фоменко (15 матчів), Анатолій Юревич (8 матчів), Сергій Боровський (7 матчів)
| №            | Футболіст                        | Дата народження   | Країна               | Ігри     | Голи     |
| Воротарі     | Воротарі                         | Воротарі          | Воротарі             | Воротарі | Воротарі |
| ------------ | -------------------------------- | ----------------- | -------------------- | -------- | -------- |
|              | Богуш Станіслав Олександрович    | 25 жовтня 1983    | Україна              | 8        | 11п      |
|              | Глущенко Андрій Олександрович    | 18 березня 1974   | Україна              | 17       | 25п      |
|              | Ян Золна                         | 27 травня 1978    | Словаччина           | 5        | 4п       |
| Захисники    |                                  |                   |                      |          |          |
|              | Бошняк Споменко                  | 18 липня 1973     | Хорватія             | 21       | 1        |
|              | Валуца Едуард                    | 9 квітня 1979     | Молдова              | 10       | 0        |
|              | Вишевич Томислав                 | 9 грудня 1980     | Боснія і Герцеговина | 12       | 0        |
|              | Невмивака Дмитро Васильович      | 19 березня 1984   | Україна              | 9        | 2        |
|              | Іванов Валентін Ілієв            | 11 липня 1980     | Болгарія             | 8        | 0        |
|              | Кабельський Сяргєй Мар'янавіч    | 17 квітня 1973    | Білорусь             | 15       | 0        |
|              | Савінов Олексій                  | 19 квітня 1979    | Молдова              | 9        | 0        |
|              | Скоропад Павло Васильович        | 21 липня 1979     | Україна              | 6        | 0        |
|              | Челядзінський Арцьом Віктаравіч  | 29 грудня 1977    | Білорусь             | 14       | 1        |
| Півзахисники |                                  |                   |                      |          |          |
|              | Акопян Армен Антонович           | 15 січня 1980     | Україна              | 13       | 0        |
|              | Батраченко Олександр Миколайович | 9 лютого 1981     | Україна              | 2        | 0        |
|              | Богатир Іван Олександрович       | 24 квітня 1975    | Україна              | 10       | 0        |
|              | Годін Олексій Вячеславович       | 2 лютого 1983     | Україна              | 17       | 3        |
|              | Горовой Борис Олеговіч           | 8 квітня 1974     | Білорусь             | 10       | 0        |
|              | Дзенісюк Дзмітрий Васільєвіч     | 2 серпня 1977     | Білорусь             | 7        | 0        |
|              | Демченко Андрій Анатолійович     | 20 серпня 1976    | Україна              | 26       | 6        |
|              | Заяць Вадим Григорович           | 1 червня 1974     | Україна              | 19       | 1        |
|              | Кашевський Мікалай Мікалаєвіч    | 5 жовтня 1980     | Білорусь             | 6        | 1        |
|              | Ключик Сергій Леонідович         | 27 серпня 1973    | Україна              | 2        | 0        |
|              | Колесніковс Алєксейс             | 5 жовтня 1981     | Латвія               | 2        | 0        |
|              | Коноваленко Євгеній Леонідович   | 10 вересня 1980   | Україна              | 3        | 0        |
|              | Лапко Микола Романович           | 11 жовтня 1976    | Україна              | 11       | 0        |
|              | Ліньов Явгеній Владзіміравіч     | 27 жовтня 1980    | Білорусь             | 14       | 1        |
|              | Лобаньовс Валентінс              | 23 жовтня 1971    | Латвія               | 11       | 1        |
|              | Лучкевич Ігор Валерійович        | 19 листопада 1973 | Україна              | 13       | 0        |
|              | Урош Милосавлевич                | 13 липня 1982     | Сербія               | 1        | 0        |
|              | Михайлов Сергій Олександрович    | 19 вересня 1986   | Україна              | 4        | 0        |
|              | Морозов Сергій Олександрович     | 3 січня 1986      | Україна              | 4        | 1        |
|              | Пестряков Олег Ігорович          | 5 серпня 1974     | Україна              | 7        | 1        |
|              | Польовий Володимир Олександрович | 28 липня 1985     | Україна              | 13       | 0        |
|              | Сілюк Сергій Володимирович       | 5 червня 1985     | Україна              | 10       | 0        |
|              | Смірнов Денис Анатолійович       | 18 червня 1975    | Україна              | 4        | 0        |
|              | Васконцелос Фабіо Дуарте         | 14 лютого 1980    | Бразилія             | 12       | 0        |
| Нападники    |                                  |                   |                      |          |          |
|              | Бразаускас Андрюс                | 22 січня 1979     | Литва                | 9        | 1        |
|              | Єршов Сергій Валерійович         | 14 квітня 1978    | Росія                | 4        | 0        |
|              | Ільяшов Андрій Степанович        | 20 грудня 1982    | Україна              | 4        | 0        |
|              | Мархель Юрий Міхайлавіч          | 9 січня 1979      | Білорусь             | 11       | 0        |
|              | Модебадзе Іраклі Іузайович       | 4 жовтня 1984     | Грузія               | 4        | 0        |
|              | Мусолітін Володимир Миколайович  | 11 березня 1973   | Україна              | 6        | 0        |
|              | Решітка Марчел Петру             | 4 листопада 1975  | Молдова              | 7        | 0        |
|              | Суанов Руслан Руслановіч         | 18 червня 1975    | Росія                | 5        | 0        |
|              | Целих Юрій Миколайович           | 18 квітня 1979    | Україна              | 14       | 4        |

## «Оболонь» (Київ)
Головний тренер: Петро Слободян
| №            | Футболіст                          | Дата народження   | Країна   | Ігри     | Голи     |
| Воротарі     | Воротарі                           | Воротарі          | Воротарі | Воротарі | Воротарі |
| ------------ | ---------------------------------- | ----------------- | -------- | -------- | -------- |
|              | Романенко Всеволод Вадимович       | 24 березня 1977   | Україна  | 23       | 23п      |
|              | Сухина Євген Васильович            | 4 травня 1982     | Україна  | 4        | 10п      |
|              | Товт Андрій Володимирович          | 12 березня 1985   | Україна  | 3        | 2п       |
| Захисники    |                                    |                   |          |          |          |
|              | Нівінський Вячеслав Миколайович    | 31 березня 1974   | Україна  | 29       | 1        |
|              | Іванов Павло Олександрович         | 24 вересня 1984   | Україна  | 9        | 0        |
|              | Конюшенко Сергій Вікторович        | 9 липня 1971      | Україна  | 29       | 0        |
|              | Крохмаль Володимир Олександрович   | 8 квітня 1982     | Україна  | 15       | 0        |
|              | Кутас Павло Віталійович            | 3 вересня 1982    | Україна  | 29       | 1        |
|              | Назарук Сергій Васильович          | 9 лютого 1984     | Україна  | 11       | 0        |
|              | Олійник Роман Анатолійович         | 25 липня 1975     | Україна  | 15       | 0        |
| Півзахисники |                                    |                   |          |          |          |
|              | Драголюк Андрій Вікторович         | 26 червня 1982    | Україна  | 20       | 0        |
|              | Каряка Дмитро Вікторович           | 20 липня 1977     | Україна  | 25       | 2        |
|              | Кобзар Віталій Юрійович            | 9 травня 1972     | Україна  | 29       | 2        |
|              | Ковалець Сергій Іванович           | 5 вересня 1968    | Україна  | 7        | 0        |
|              | Мазуренко Олег Миколайович         | 8 листопада 1977  | Україна  | 24       | 7        |
|              | Міщенко Віталій Миколайович        | 26 серпня 1975    | Україна  | 25       | 6        |
|              | Самойлов Віталій Олегович          | 1 березня 1975    | Україна  | 5        | 1        |
|              | Сергеєв Лев Володимирович          | 5 січня 1981      | Україна  | 26       | 4        |
|              | Соколовський Денис Михайлович      | 26 березня 1979   | Україна  | 4        | 0        |
|              | Черніков Володимир Валерійович     | 15 січня 1982     | Україна  | 9        | 1        |
|              | Чуприна Євгеній Михайлович         | 24 квітня 1984    | Україна  | 8        | 0        |
|              | Шевчук Юрій Васильович             | 11 листопада 1978 | Україна  | 1        | 0        |
| Нападники    |                                    |                   |          |          |          |
|              | Гребеножко Олександр Олександрович | 4 листопада 1976  | Україна  | 8        | 1        |
|              | Коробкін Владислав Володимирович   | 21 січня 1983     | Україна  | 3        | 0        |
|              | Мандзюк Олександр Васильович       | 10 січня 1983     | Україна  | 3        | 0        |
|              | Продан Ігор Вячеславович           | 29 лютого 1976    | Україна  | 14       | 3        |
|              | Слободян Михайло Петрович          | 17 січня 1984     | Україна  | 6        | 0        |
|              | Терещенко Вячеслав Володимирович   | 16 січня 1977     | Україна  | 26       | 5        |
|              | Третяк Сергій Вікторович           | 28 листопада 1984 | Україна  | 4        | 0        |

## «Таврія» (Сімферополь)
Головний тренер: Анатолій Заяєв
| №            | Футболіст                         | Дата народження   | Країна               | Ігри     | Голи     |
| Воротарі     | Воротарі                          | Воротарі          | Воротарі             | Воротарі | Воротарі |
| ------------ | --------------------------------- | ----------------- | -------------------- | -------- | -------- |
|              | Величко Сергій Миколайович        | 9 серпня 1976     | Україна              | 1        | 1п       |
|              | Гасанзаде Джахангір Алі оглу      | 4 серпня 1979     | Азербайджан          | 12       | 11п      |
|              | Мічовіч Владімір                  | 11 жовтня 1975    | Сербія та Чорногорія | 4        | 4п       |
|              | Чантурія Грігол                   | 25 вересня 1973   | Грузія               | 13       | 12п      |
| Захисники    |                                   |                   |                      |          |          |
|              | Васін Денис Юрійович              | 12 вересня 1979   | Україна              | 1        | 0        |
|              | Донюшкін Юрій Олексійович         | 27 січня 1976     | Україна              | 12       | 0        |
|              | Перейра Евертон Антоніо           | 15 листопада 1979 | Бразилія             | 13       | 0        |
|              | Заруцькій Александр Станіславовіч | 24 січня 1969     | Росія                | 14       | 1        |
|              | Котррі Улікс                      | 21 червня 1975    | Албанія              | 1        | 0        |
|              | Котюк Андрій Валерійович          | 3 вересня 1976    | Україна              | 11       | 1        |
|              | Куций Павло Павлович              | 18 серпня 1978    | Україна              | 6        | 0        |
|              | Хоменко Ігор Юрійович             | 18 квітня 1976    | Україна              | 12       | 0        |
|              | Храмцов Олексій Володимирович     | 8 листопада 1975  | Україна              | 23       | 0        |
|              | Чижевський Олександр Арсенійович  | 27 травня 1971    | Україна              | 28       | 0        |
|              | Чхетіані Звіаді                   | 17 жовтня 1984    | Грузія               | 1        | 0        |
|              | Чхетіані Кахабер                  | 24 лютого 1978    | Грузія               | 15       | 0        |
|              | Ядуллаєв Ільхам Хамза оглу        | 17 вересня 1975   | Азербайджан          | 11       | 0        |
| Півзахисники |                                   |                   |                      |          |          |
|              | Да Сільва Нері Адсон              | 4 серпня 1981     | Бразилія             | 9        | 0        |
|              | Артеменко Сергій Володимирович    | 17 вересня 1976   | Україна              | 2        | 0        |
|              | Голайдо Денис Олександрович       | 3 червня 1984     | Україна              | 16       | 1        |
|              | Гурбанов Махмуд Ханлар оглу       | 10 травня 1973    | Азербайджан          | 12       | 0        |
|              | Де Ласерда Апаресіда Едмар        | 16 червня 1980    | Бразилія             | 21       | 3        |
|              | Єсін Сергій Олександрович         | 2 квітня 1975     | Україна              | 8        | 0        |
|              | Годой Алвеш Жуніор Луіс Антоніо   | 20 вересня 1978   | Бразилія             | 13       | 0        |
|              | Ключик Сергій Леонідович          | 27 серпня 1973    | Україна              | 7        | 0        |
|              | Король Костянтин Миколайович      | 23 травня 1980    | Україна              | 1        | 0        |
|              | Косілов Сергій Сергійович         | 11 липня 1979     | Росія                | 11       | 2        |
|              | Лучкевич Ігор Валерійович         | 19 листопада 1973 | Україна              | 13       | 0        |
|              | Осіпов Олексій Рудольфович        | 2 листопада 1975  | Україна              | 3        | 0        |
|              | Пестряков Олег Ігорович           | 5 серпня 1974     | Україна              | 10       | 1        |
|              | Пірву Іонел Антонел               | 23 червня 1970    | Румунія              | 11       | 2        |
|              | Полтавець Роман Вадимович         | 27 липня 1983     | Україна              | 5        | 1        |
|              | Симончук Володимир Петрович       | 22 січня 1982     | Україна              | 1        | 0        |
|              | Смірнов Денис Анатолійович        | 18 червня 1975    | Україна              | 13       | 2        |
|              | Чех Віталій Ростиславович         | 8 березня 1983    | Україна              | 1        | 0        |
|              | Чомахідзе Шота                    | 17 листопада 1978 | Грузія               | 1        | 0        |
| Нападники    |                                   |                   |                      |          |          |
|              | Бобаль Матвій Матвійович          | 27 травня 1984    | Україна              | 2        | 0        |
|              | Васильєв Вадим Вікторович         | 17 травня 1972    | Азербайджан          | 3        | 0        |
|              | Гайдаш Олександр Миколайович      | 7 серпня 1967     | Україна              | 13       | 1        |
|              | Грищенко Олексій Володимирович    | 7 березня 1978    | Україна              | 2        | 1        |
|              | Іонанідзе Зураб Давидович         | 2 грудня 1971     | Грузія               | 21       | 4        |
|              | Імедадзе Грігол                   | 2 жовтня 1980     | Грузія               | 10       | 1        |
|              | Морозов Олександр Олександрович   | 9 березня 1985    | Україна              | 5        | 0        |
|              | Степанов Андрій Володимирович     | 11 червня 1978    | Україна              | 11       | 0        |

## «Чорноморець» (Одеса)
Головний тренер: Семен Альтман
| №            | Футболіст                        | Дата народження   | Країна               | Ігри     | Голи     |
| Воротарі     | Воротарі                         | Воротарі          | Воротарі             | Воротарі | Воротарі |
| ------------ | -------------------------------- | ----------------- | -------------------- | -------- | -------- |
|              | Альтман Геннадій Семенович       | 22 травня 1979    | Україна              | 1        | 2п       |
|              | Руденко Віталій Миколайович      | 26 січня 1981     | Україна              | 29       | 31п      |
| Захисники    |                                  |                   |                      |          |          |
|              | Білозор Сергій Володимирович     | 15 липня 1979     | Україна              | 25       | 0        |
|              | Катинсус Валерій                 | 27 квітня 1978    | Молдова              | 15       | 0        |
|              | Колчін Денис Борисович           | 13 жовтня 1977    | Україна              | 11       | 0        |
|              | Опря Анатолій Олександрович      | 25 листопада 1977 | Україна              | 17       | 0        |
|              | Симоненко Сергій Юрійович        | 12 червня 1981    | Україна              | 27       | 0        |
|              | Стоян Денис Анатолійович         | 24 серпня 1981    | Україна              | 5        | 0        |
|              | Стоян Максим Анатолійович        | 19 серпня 1980    | Україна              | 14       | 0        |
|              | Хвостунов Олександр Владіміровіч | 9 січня 1974      | Узбекистан           | 8        | 0        |
| Півзахисники |                                  |                   |                      |          |          |
|              | Бранковіч Сініша                 | 30 січня 1979     | Сербія               | 19       | 1        |
|              | Гілазєв Руслан Накіфович         | 7 січня 1977      | Україна              | 26       | 2        |
|              | Доценко Віктор Петрович          | 10 грудня 1975    | Україна              | 22       | 0        |
|              | Нєфєдов Валєнтін Валєнтіновіч    | 23 лютого 1982    | Росія                | 5        | 0        |
|              | Згура Сергій Олександрович       | 3 листопада 1977  | Україна              | 9        | 0        |
|              | Ігонін Олексій Андрєєвіч         | 18 березня 1976   | Росія                | 12       | 0        |
|              | Джордже Інджич                   | 1 березня 1975    | Боснія і Герцеговина | 4        | 0        |
|              | Кірлік Андрій Яношевич           | 21 листопада 1974 | Україна              | 15       | 2        |
|              | Козир Сергій Васильович          | 4 квітня 1979     | Україна              | 7        | 0        |
|              | Лисицький Віталій Сергійович     | 16 квітня 1982    | Україна              | 15       | 1        |
|              | Мітерєв Юрій                     | 28 лютого 1975    | Молдова              | 25       | 6        |
|              | Смалько Андрій Олексійович       | 22 січня 1981     | Україна              | 12       | 3        |
|              | Уваров Олексій Міхайловіч        | 1 червня 1981     | Росія                | 6        | 0        |
|              | Хромих Антон Георгійович         | 23 травня 1982    | Україна              | 10       | 0        |
|              | Щекотилін Геннадій Анатолійович  | 28 липня 1974     | Україна              | 1        | 0        |
| Нападники    |                                  |                   |                      |          |          |
|              | Балабанов Костянтин Олексійович  | 13 серпня 1982    | Україна              | 28       | 8        |
|              | Горкун Валентин Миколайович      | 19 липня 1982     | Україна              | 2        | 0        |
|              | Косирін Олександр Михайлович     | 18 червня 1977    | Україна              | 27       | 14       |
|              | Парахневич Віталій Валерійович   | 4 травня 1969     | Україна              | 2        | 0        |
|              | Пахолюк Роман Васильович         | 3 жовтня 1979     | Україна              | 2        | 0        |
|              | Субашіч Бранімір                 | 7 квітня 1982     | Сербія               | 7        | 1        |

## «Шахтар» (Донецьк)
Головні тренери: Бернд Шустер (23 матчі), Віктор Прокопенко (6 матчів), Мірча Луческу (5 матчів)
| №            | Футболіст                       | Дата народження   | Країна   | Ігри     | Голи     |
| Воротарі     | Воротарі                        | Воротарі          | Воротарі | Воротарі | Воротарі |
| ------------ | ------------------------------- | ----------------- | -------- | -------- | -------- |
|              | Плетікоса Стіпе                 | 8 січня 1979      | Хорватія | 23       | 18п      |
|              | Шутков Дмитро Анатолійович      | 3 квітня 1972     | Україна  | 7        | 1п       |
| Захисники    |                                 |                   |          |          |          |
|              | Гай Олексій Анатолійович        | 6 листопада 1982  | Україна  | 15       | 2        |
|              | Глевецкас Дайнюс Юлюс           | 3 травня 1977     | Литва    | 9        | 0        |
|              | Пажін Предраг                   | 14 березня 1973   | Болгарія | 15       | 1        |
|              | Попов Сергій Олександрович      | 22 квітня 1971    | Україна  | 21       | 0        |
|              | Рац Дінча Разван                | 26 травня 1981    | Румунія  | 27       | 1        |
|              | Старостяк Михайло Володимирович | 13 жовтня 1973    | Україна  | 13       | 0        |
|              | Стойкан Владімір Флавіус        | 24 листопада 1976 | Румунія  | 12       | 1        |
|              | Флоря Даніель                   | 18 грудня 1975    | Румунія  | 10       | 0        |
|              | Чигринський Дмитро Анатолійович | 7 листопада 1986  | Україна  | 1        | 0        |
| Півзахисники |                                 |                   |          |          |          |
|              | Бахарєв Олексій Олександрович   | 12 жовтня 1976    | Україна  | 23       | 2        |
|              | Вукіч Звонімір                  | 19 липня 1979     | Сербія   | 27       | 10       |
|              | Дуляй Ігор                      | 29 жовтня 1979    | Сербія   | 9        | 0        |
|              | Закарлюка Сергій Володимирович  | 17 серпня 1976    | Україна  | 4        | 0        |
|              | Зубов Геннадій Олександрович    | 12 вересня 1977   | Україна  | 17       | 2        |
|              | Калачов Цімафей                 | 1 травня 1981     | Білорусь | 2        | 0        |
|              | Кулаков Денис Єрмилович         | 1 травня 1986     | Україна  | 1        | 1        |
|              | Левандовський Маріуш            | 18 травня 1979    | Польща   | 27       | 5        |
|              | Пуканич Адріан Миколайович      | 22 червня 1983    | Україна  | 15       | 1        |
|              | Срна Дарійо                     | 1 травня 1982     | Хорватія | 19       | 0        |
|              | Тимощук Анатолій Олександрович  | 30 березня 1979   | Україна  | 29       | 6        |
| Нападники    |                                 |                   |          |          |          |
|              | Агахова Джуліус                 | 12 лютого 1982    | Нігерія  | 17       | 6        |
|              | Бєлік Олексій Григорович        | 15 лютого 1981    | Україна  | 11       | 2        |
|              | Лемос да Сільва Еваеверсон      | 16 червня 1980    | Бразилія | 18       | 8        |
|              | Воробєй Андрій Олексійович      | 29 листопада 1978 | Україна  | 29       | 9        |
|              | Маріка Чіпріан Андрей           | 2 жовтня 1985     | Румунія  | 13       | 4        |